# 割烹 田中家
割烹 田中家（かっぽう たなかや）は、東海道神奈川宿（神奈川県横浜市神奈川区台町）に所在する、同宿内で幕末から現存する唯一の料亭である。

## 概要
1863年（文久3年）、初代の主人である晝間弥兵衛（ひるまやへえ）が旅籠「さくらや」の営業を高島嘉右衛門から譲り受け、これを業態変更する形で創業した。「田中家」の屋号は高島嘉右衛門の命名によるもので、晝間家の周辺地理を踏まえ、縁起の良い名として命名したといわれている。
関東大震災および太平洋戦争中の空襲で焼失するなどしたため、創業以来何度か建て替えを経ているが、2021年現在も純日本風の木造建築を保っている。現在の建屋は1952年（昭和27年）に再建されたものであるが、1990年代に財政上の問題を解消するため一部の取り壊しとマンションへの建て替えが行われており、その規模は最盛期の半分以下となっている。
高杉晋作・西郷隆盛など、幕末の志士達による倒幕計画立案の舞台となったとも伝えられている。1874年（明治7年）からしばらくの間、坂本龍馬の妻であったおりょうが仲居として勤務していたことがある。英語が話せたため、外国人客の接客に活躍したという。